# Tom Homan

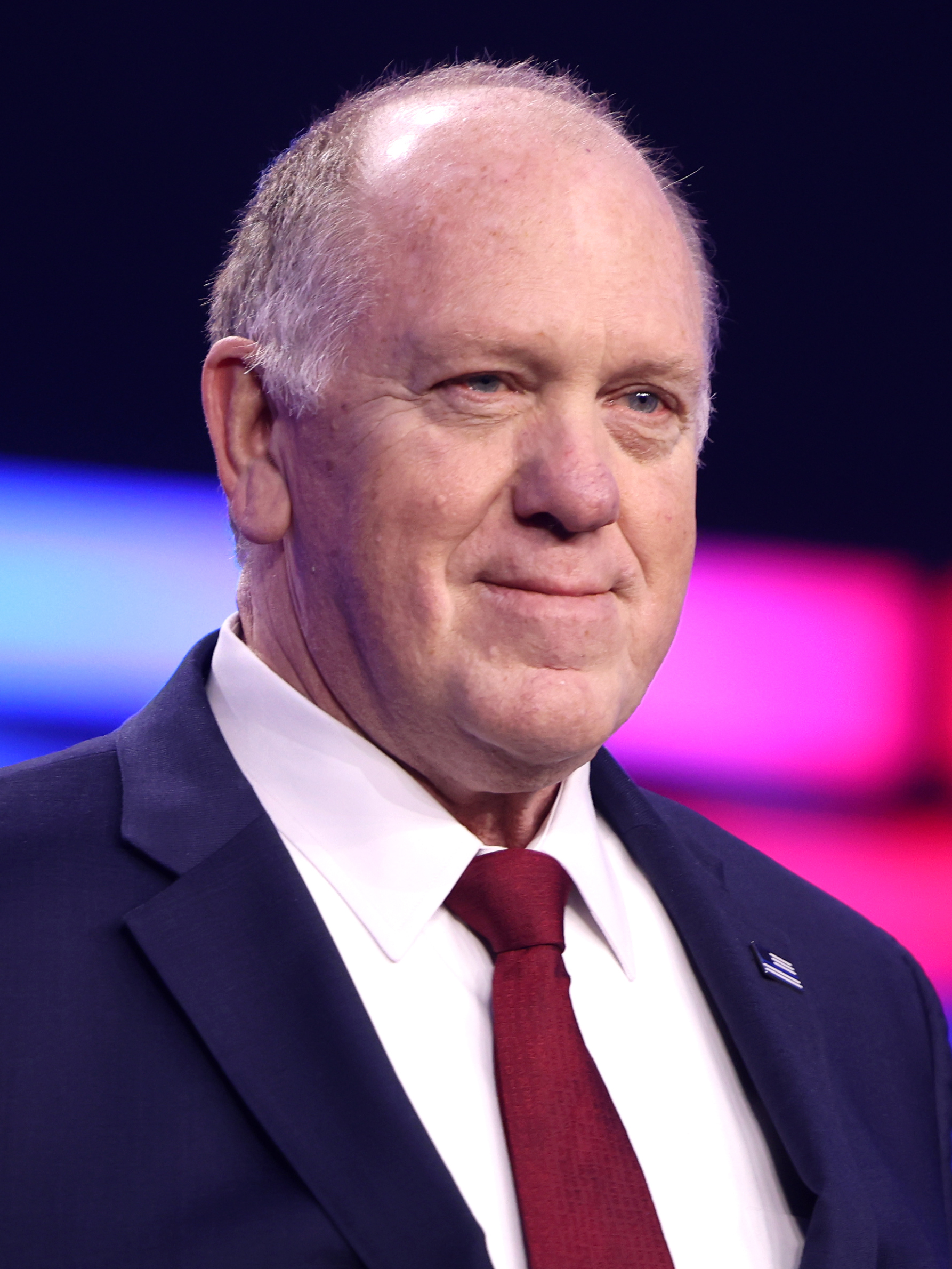
Thomas D. Homan (2024)

Thomas Douglas Homan (* 28. November 1961 in West Carthage, New York) ist ein US-amerikanischer Beamter und ehemaliger Polizist. Von Januar 2017 bis Juni 2018, während eines Teils der ersten Amtszeit des US-Präsidenten Donald Trump, war er amtierender Direktor der US-Einwanderungs- und Zollbehörde (ICE).
Nach seinem Ausscheiden als Direktor kommentierte er als Mitarbeiter von Fox News die US-amerikanische Politik. Im November 2024 wurde er von Trump zum Grenzschutzbeauftragten bzw. zum erneuten Direktor der ICE für dessen zweite Amtszeit berufen.

## Werdegang
Am Jefferson Community College erlangte Homan einen Associate Degree zum US-amerikanischen Strafrecht und am SUNY Polytechnic Institute einen Bachelor-Abschluss.
Bevor Homan im Jahr 1984 der Einwanderungsbehörde (Immigration and Naturalization Service) beitrat, war er Polizist in seiner Geburtsstadt gewesen. Danach war er bei der United States Border Patrol in leitender Funktion tätig. Im Jahr 2013 wurde Homan von US-Präsident Barack Obama zum stellvertretenden Direktor der Immigration and Customs Enforcement (ICE) ernannt.
Ende Januar 2017 degradierte US-Präsident Donald Trump den amtierenden Direktor der ICE, Daniel Ragsdale, zum stellvertretenden Direktor und ernannte Homan zum amtierenden Direktor. Im Juni 2018 trat er als Direktor der ICE zurück.
Nach seinem Ausscheiden aus der Regierung kommentierte er als Mitarbeiter von Fox News die US-amerikanische Politik.
Im Juli 2019 sagte Homan vor dem Aufsichtsausschuss des Repräsentantenhauses zur Nulltoleranzstrategie und der Familientrennungspolitik der Trump-Regierung aus. Im Februar 2022 trat Homan der Heritage Foundation bei und wurde Mitwirkender an deren Project 2025, das Massenverhaftungen, Inhaftierungen und Abschiebungen von Menschen ohne Papiere vorschlägt. Project 2025 wird mit der zweiten Präsidentschaft Donald Trumps in Verbindung gebracht; das offizielle Wahlprogramm Donald Trumps für eine zweite Amtszeit war jedoch die Agenda 47 und Trump wies eine direkte Verbindung von sich mit Project 2025 mehrmals zurück.
Im November 2024, nachdem Donald Trump die US-Präsidentschaftswahl 2024 gewonnen hatte, kündigte Trump an, dass Homan in Trumps zweiter Amtszeit Grenzschutzbeauftragter werde. Homan soll sich bei der „Abschiebung illegaler Ausländer in ihr Herkunftsland“ bzw. bei der „größten Abschiebungsaktion in der amerikanischen Geschichte“ auf die Alien and Sedition Acts berufen können.

## Positionen
Er befürwortet die Abschiebung von Migranten, die keine Papiere bzw. Identitätsnachweise besitzen. Die Praxis der Sanctuary Cities (d. h. Städte, die die Kooperation mit der Bundesregierung bei Fällen illegaler Einwanderung verweigern oder reduzieren) lehnt er ab und erklärte, dass Politiker von Sanctuary Cities vor Gericht gestellt werden sollten.
Im Jahr 2014 behauptete Homan, dass die Trennung von Kindern von ihren Eltern ein wirksames Mittel zur Abschreckung illegaler Grenzübertritte sei: „Ich würde lügen, wenn ich nicht glauben würde, dass dies eine Wirkung hätte.“ Ab Mai 2018, mit der Inkraftsetzung dieser Praxis (dessen „geistiger Vater“ bzw. Erfinder er laut der Journalistin Caitlin Dickerson ist) während Trumps erster Amtszeit, wurde das Trennungsverfahren bei Migrantenfamilien angewandt, die illegal in die USA gekommen waren.
Im Juli 2024, auf dem Parteitag der republikanischen Partei, bezeichnete Homan die Einwanderungspolitik von US-Präsident Joe Biden als „nationalen Selbstmord“.

## Auszeichnungen
Im Jahr 2015 verlieh ihm US-Präsident Barack Obama den Presidential Rank Award als Distinguished Executive. In einem Artikel von The Washington Post hieß es dazu: „Thomas Homan schiebt Leute ab. Und er ist wirklich gut darin.“